# Renews-Cappahayden
Renews-Cappahayden es un pueblo canadiense situado en la provincia de Terranova y Labrador.

## Superficie
Renews-Cappahayden tiene una superficie de 125,93 km².

## Demografía
En 2021, tenía 280 habitantes, una densidad poblacional de 2,2 hab./km², y 259 viviendas.